# Municipio de Tecoanapa

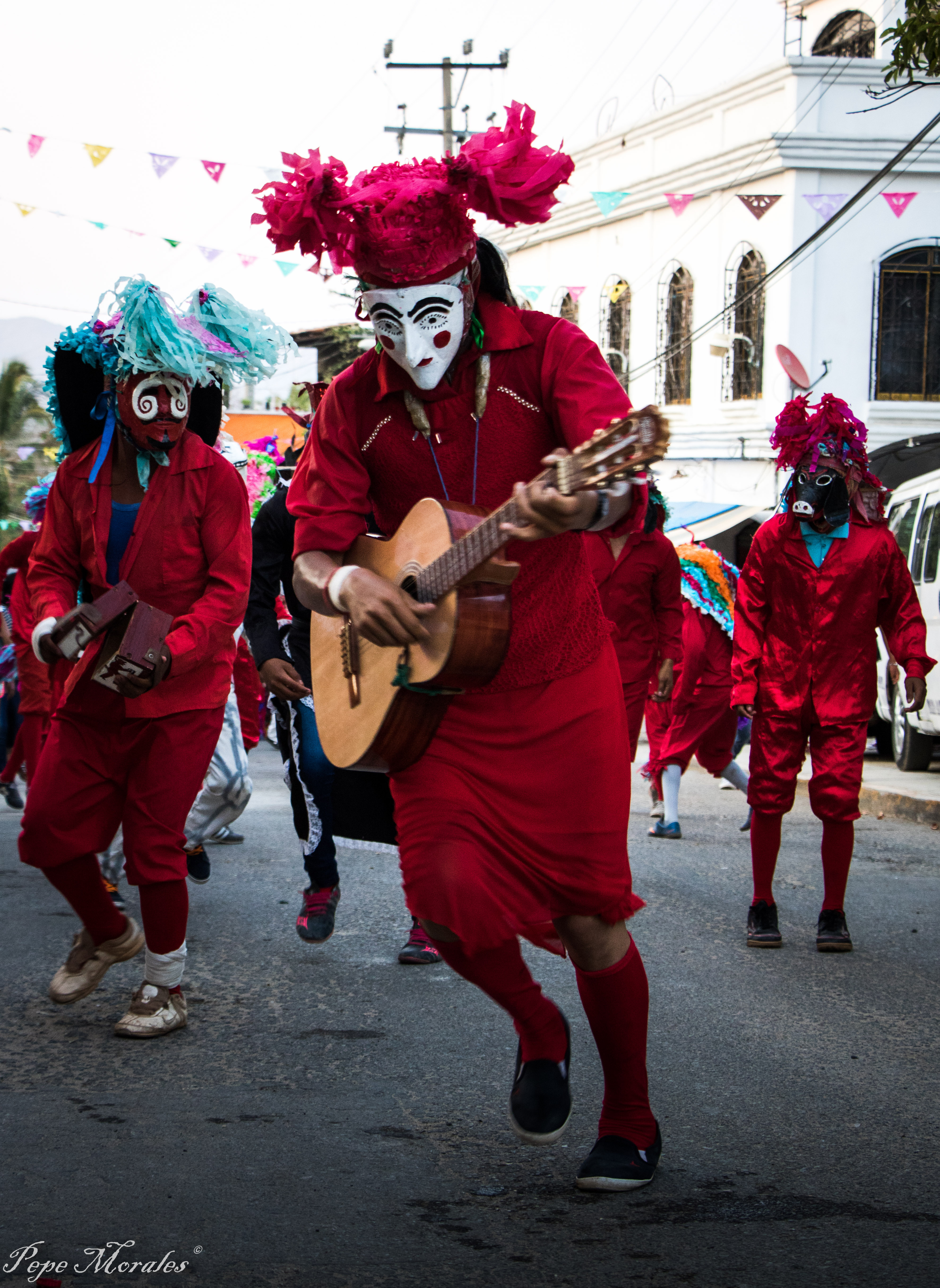
Danza de los Diablos. Las Ánimas, Municipio de Tecoanapa, Guerrero, México.

El municipio de Tecoanapa es un municipio mexicano localizado en la región de la Costa Chica en el sureste de Chilpancingo, en el estado de Guerrero; la cabecera municipal homónima se encuentra a 122 km de la capital del estado. Tecoanapa cuenta con una extensión territorial de 735 km², equivalente al 1.16 % de la superficie total del estado de Guerrero. Al norte limita con el municipio de Mochitlán, Quechultenango, Ayutla de los Libres y Juan R. Escudero, al sur con San Marcos y Florencio Villarreal, al este con Ayutla y al oeste con San Marcos y Juan R.

## Origen del nombre
El nombre Tecoanapa viene del nahuátl "Tecoani" que quiere decir Tigre y "apam" que significa “en el río” por lo que el nombre significa "tigre en barranca" aunque de acuerdo con otras versiones también podría significar "tigre en el agua".

## Historia
Se cree que los primeros pobladores de la región fueron los yopes y para 1786, Tecoanapa formaba parte del partido de Acapulco que dependía de la intendencia de México. En 1811, José María Morelos y Pavón creó la provincia de Tecpan y a partir de esto Tecoanapa pasó a formar parte de ella. Sin embargo, tras la independencia Agustín de Iturbide creó la Capitanía General del Sur, que estaba a cargo de Vicente Guerrero, y Tecoanapa pasó a integrarse a ésta. Finalmente el tres de julio de 1874, Tecoanapa fue constituida como municipio debido a la segregación de localidades del municipio de San Marcos, Distrito de Tabares. El 9 de julio de 1937, cedió cuatro poblados a Ayutla de los Libres y el 11 de julio de 1944, pasó a formar parte de la jurisdicción del Distrito de Allende como manera de compensar la pérdida territorial que sufrió con la creación del distrito de Altamirano.
En el año 1912, los revolucionarios zapatistas Palemón Zótico Orozco, Néstor Adame y los hermanos Doroteo y Juan N. López entraron en el pueblo y asesinaron a Patricio A. Hernández, quien era presidente municipal de la ciudad cabecera. El 2 de diciembre del mismo año, los zapatistas Juan Andreu Almazán y Laureano Astudillo lograron reunir a mil indígenas, quienes armados con arcos y flechas derrotaron cerca de Tecoanapa a los cabos rurales Margarito Sánchez y Atilano R. Leyva, que con 20 hombres se encontraban en dicho lugar. En este evento murió el Margarito Sánchez y el resto de los soldados se dispersaron.

## Clima
Durante la mayor parte del año predomina el clima subhúmedo cálido, manteniendo una temperatura promedio anual de 31 °C aunque en los meses más fríos, que son enero y febrero, llega hasta 24.9 °C; la temporada de lluvias abarca de junio a octubre. La flora y la fauna del municipio son parte fundamental de su riqueza natural al igual que sus ríos, arroyos, lagos y suelos, los cuales son propicios para el desarrollo de la agricultura y la ganadería. Su flora se compone principalmente de pino y encino pero se pueden encontrar además otras especies como parota, primavera, granadillo, cuahuilote y diferentes árboles frutales, como mango, tamarindo, ciruelo, nanche y anono, entre otras. Algunos ejemplos característicos de la fauna son el venado, tigrillo, tejón, conejo, armadillo, tlacuache, zorrillo, zorra, champolillo, coyote, ardilla, iguana, víbora, alacrán, gavilán, zopilote y una gran variedad de aves.

## Demografía
Tecoanapa está constituido por 56 localidades en las cuales habitan 42 619 habitantes, de los cuales, 20 910 son hombres y 21 709 mujeres. La cabecera municipal es Tecoanapa y cuenta con 3,146 habitantes, otras localidades importantes por el número de habitantes son Xalpatláhuac con 3,324 habitantes, Huamuchapa con 2,119, El Limón con 1,864 y Buenavista con 1,697 habitante. Se considera que la población de este municipio es predominantemente joven debido a que el 53.3% es menor de 20 años. En el 2005, había registrados 554 habitantes indígenas mayores de 5 años y que hablaban principalmente tlapaneco y mixteco.

### Localidades
En el censo de 2020 el municipio de Tecoanapa contaba con 62 localidades.
| Código INEGI      | Localidad             | Población (2020) |
| ----------------- | --------------------- | ---------------- |
| 120560001         | Tecoanapa             | 4 590            |
| 120560048         | Xalpatláhuac          | 3 785            |
| 120560014         | Huamuchapa            | 3 108            |
| 120560005         | Buenavista de Allende | 1 950            |
| 120560033         | San Francisco         | 1 786            |
| 120560017         | El Limón              | 1 783            |
| 120560009         | Cruz Quemada          | 1 712            |
| 120560026         | El Pericón            | 1 688            |
| 120560047         | Villa Hermosa         | 1 637            |
| 120560037         | Los Saucitos          | 1 621            |
| 120560003         | Las Ánimas            | 1 565            |
| 120560028         | Pochotillo            | 1 480            |
| 120560016         | Lagunillas            | 1 322            |
| 120560020         | Ocotitlán             | 1 291            |
| 120560019         | Mecatepec             | 1 036            |
| Otras localidades | Otras localidades     | 15 709           |
| Total municipal   | Total municipal       | 46 063           |

### Religión
La religión predominante entre los habitantes de Tecoanapa es la católica aunque también hay quienes son evangélicos y testigos de Jehová.

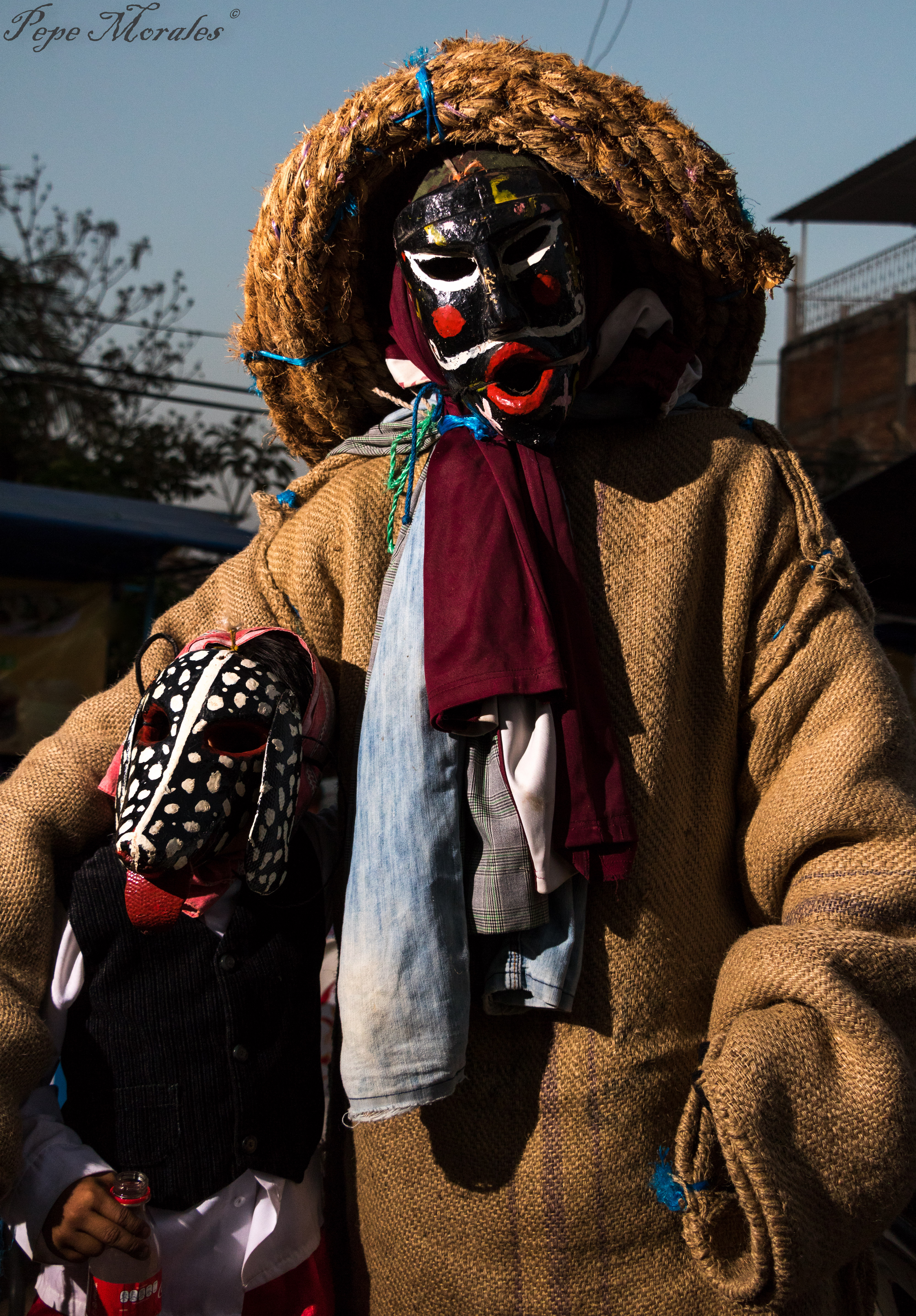
Danzante Tlacololero y su hijo en Las Ánimas, Municipio de Tecoanapa, Guerrero, México.